# Paterno (Basilikata)

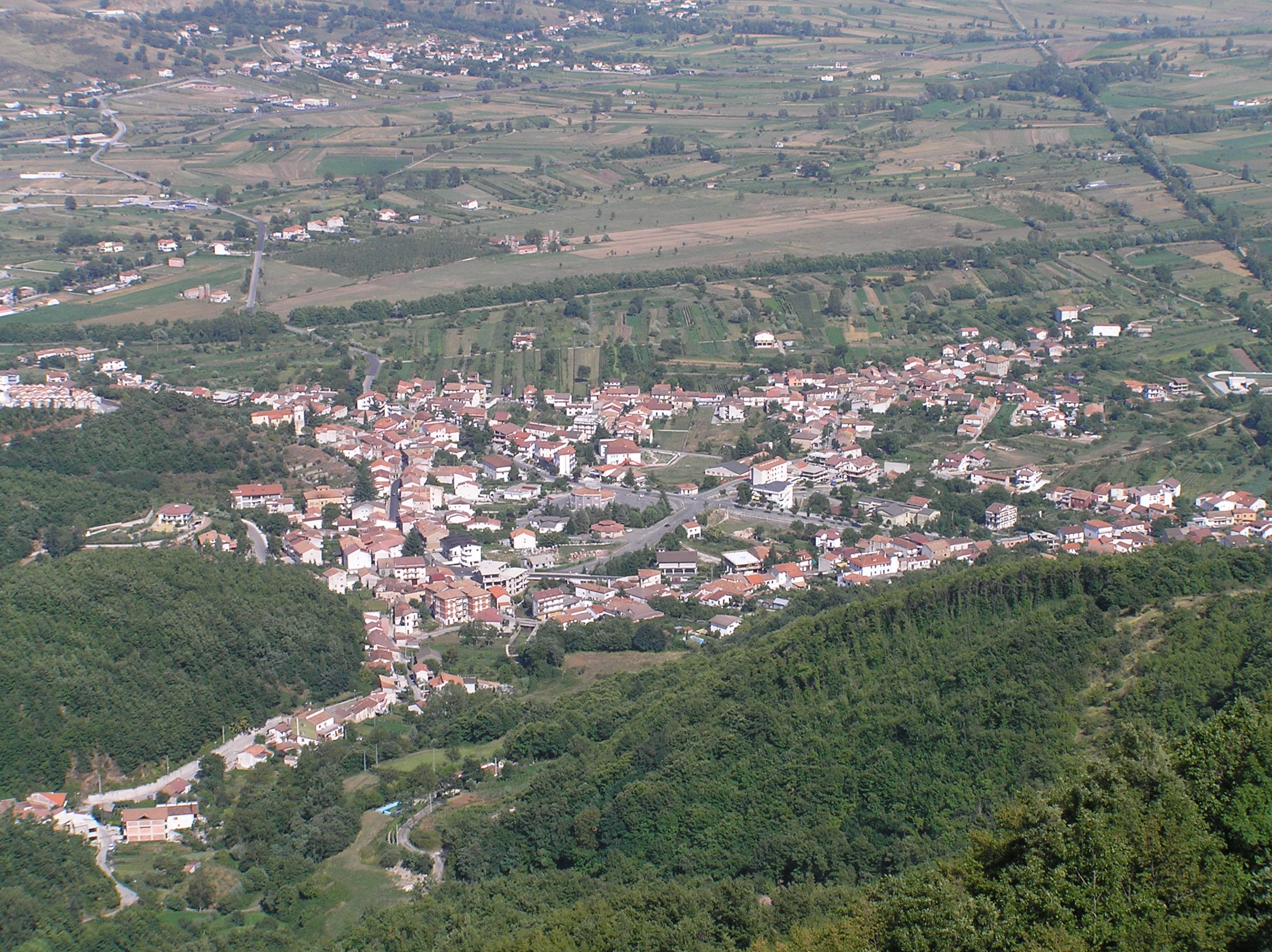
Blick auf Paterno

Paterno ist eine süditalienische Gemeinde (comune) mit 2993 Einwohnern (Stand 31. Dezember 2023) in der Provinz Potenza in der Basilikata. Die Gemeinde liegt etwa 29,5 Kilometer südwestlich von Potenza am Agri und grenzt unmittelbar an die Provinz Salerno.

## Geschichte
Bis 1973 war Paterno ein Ortsteil der Nachbargemeinde Marsico Nuovo. Paterno entstand vermutlich nach der Zerstörung der Stadt Grumentum durch die früheren Einwohner der Stadt. 1857 wurde die Ortschaft von einem heftigen Erdbeben heimgesucht.

## Verkehr
Die Gemeinde wird östlich durch die Strada Statale 598 di Fondo Valle d'Agri begrenzt.